# Adrián Martínez (calciatore 1970)
Adrián Martínez Flores (Città del Messico, 7 gennaio 1970) è un allenatore di calcio ed ex calciatore messicano, di ruolo portiere.

## Carriera

### Nazionale
Ha collezionato 4 presenze nella nazionale messicana tra il 2000 ed il 2002.

## Palmarès

### Giocatore

#### Competizioni nazionali
- Campionato messicano: 2

León: 1991-1992
Santos Laguna: Verano 2001
- InterLiga: 1

Santos Laguna: 2004
- Liga de Ascenso de México: 1

Irapuato: Clausura 2011